# Oculus (Tanz)
Oculus ist eine Choreografie des taiwanischen Tanzdirektors Kuo-Chu Wu. Das Stück wurde von Kuo-chu Wu für das Staatstheater Kassel choreografiert.
Oculus ist lateinisch für „Auge“. Als Kuo-Chu Wu dieses Wort als Titel für seine Choreografie wählte, bezog er sich aber ausdrücklich auf die Kuppel des Pantheons in Rom, durch dessen Oculus das Licht von oben, aus den Himmeln, in den gewaltigen Bau fällt.
Die Premiere von Oculus fand 2005 beim Staatstheater Kassel statt, wo Wu als Tanzdirektor mit seiner Compagnie gearbeitet hatte. Das Stück wird jetzt von der Cloud Gate Dance Theatre 2-Compagnie getanzt.